# Friedrich Andreas Ruhstrat

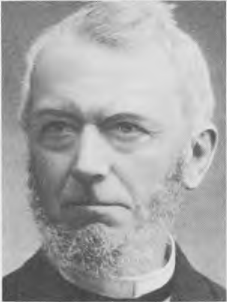
Friedrich Andreas Ruhstrat

Friedrich Andreas Ruhstrat (* 1818 in Ovelgönne; † 19. Januar 1896 in Oldenburg) war ein deutscher Rechtswissenschaftler und Oldenburgischer Staatsminister.

## Biografie
Ruhstrat wurde als Sohn des Geheimen Hofrats Ernst August Ruhstrat (1787–1852) geboren, beide Großväter waren ebenfalls Juristen und stammten aus Ovelgönne.
Nach dem Schulbesuch am Gymnasium Oldenburg studierte er Rechtswissenschaften an der Georg-August-Universität Göttingen sowie der Ruprecht-Karls-Universität Heidelberg. 1842 wurde er in den Justizdienst des Großherzogtums Oldenburg übernommen und trat seine erste Stelle als Auditor in Zwischenahn an. 1845 wurde er zum 2. Kammersekretär ernannt und trat 1850 als Kammersekretär und Hilfsarbeiter in den Dienst des Staatsministeriums. Hier war er zunächst als Mitglied der Kommission für die Neuorganisation der Behörden tätig. Seitdem blieb er fast ununterbrochen im Ministerialdienst. Seine weitere Laufbahn markieren die folgenden Titel: 1851 Amtsassessor, 1852 Kammerassessor, 1856 Kammerrat und 1858 Ministerialrat. 1869 wurde er Geheimer Ministerialrat und Vortragender Rat im Finanzministerium, ehe er 1872, durch die Pensionierung des Ministers Carl Zedelius,  schließlich selbst Finanzminister in der Regierung von Staatsminister Peter Friedrich Ludwig von Rössing wurde. Dieses Amt behielt er auch unter Rössings Nachfolger Karl Heinrich Ernst von Berg.
Am 1. Oktober 1876 wurde er von Großherzog Peter II. zum Geheimrat befördert und als Nachfolger von Berg zum Staatsminister des Großherzogtums Oldenburg ernannt. Dieses Amt übte er mehr als vierzehn Jahre bis zum 14. März 1890 aus. Nachfolger im Amt wurde Gerhard Friedrich Günther Jansen.

## Familie
Ruhstrat war seit 1850 verheiratet mit Constanze geb. Mutzenbecher (* 15. Mai 1828; 16. Juni 1905) der Tochter des Oldenburgischen Geheimen Staatsrats und Regierungspräsidenten Friedrich Mutzenbecher (1781–1855) und Schwester des Oldenburgischen Ministers Wilhelm Mutzenbecher (1832–1878), des Regierungspräsidenten Adolf Mutzenbecher (1834–1896) und des Geheimen Staatsrats August Mutzenbecher (1826–1897).
Das Paar hatte sieben Kinder, unter anderem Friedrich Julius Heinrich Ruhstrat (1854–1916), der ihm später in das Amt des Staatsministers folgen sollte, und der Geheime Oberregierungsrat Ernst August Wilhelm Ruhstrat (1858–1921).
Sein Neffe war Franz Friedrich Paul Ruhstrat (1859–1935), der ebenfalls Oldenburgischer Staatsminister werden sollte.
Zu Ruhstrats Geschwistern gehörten der Oberlandesgerichtsrat August Ruhstrat, der Oberappellationsgerichtsvizepräsident Ernst Ruhstrat, sowie Emma Ruhstrat, die Gattin des Ministers Carl Zedelius (1800–1878).